# Tây Ninh (xã)
Tây Ninh là một xã thuộc huyện Tiền Hải, tỉnh Thái Bình, Việt Nam.

## Địa lý
Tọa độ: 20°17′đến 20°43′độ vĩ bắc, 106°06′đến 106°39′độ kinh đông.
Xã nằm nằm ở khoảng giữa của huyện Tiền Hải; phía Bắc giáp xã Đông Quý; phía Nam giáp xã Tây Sơn; phía Đông giáp xã Đông Trung, Đông Phong; phía Tây giáp xã Tây Lương.
Toàn xã có diện tích 12,24 km².

### Khí hậu
Địa bàn xã nằm trong vùng khí hậu mang đặc tính của khí hậu cận nhiệt đới với:
- Lượng mưa trung binh 1450-1870mm.
- Nhiệt độ trung bình hằng năm khoảng 22,6 độ C.
- Số giờ nắng trung bình năm là 1590-1800 giờ.
- Độ ẩm tương đối trung bình 85-90%

Mùa nóng, mưa nhiều từ tháng 5 đến tháng 10; mùa lạnh, khô từ tháng 11 năm trước đến tháng 4 năm sau.

## Hành chính
Xã Tây Ninh được chia thành 4 thôn: Đại Hữu, Vĩnh Ninh, Lạc Thành Bắc, Lạc Thành Nam,

## Lịch sử
Năm 2012, Tây Ninh có 6.020 người với mật độ dân số 736 người/km².(theo nguồn của Lại Đức Tú)
Ngày 11 tháng 11 năm 2024, Bộ Xây dựng ban hành Quyết định số 1038/QĐ-BXD về việc công nhận thị trấn Tiền Hải mở rộng (bao gồm thị trấn Tiền Hải và 4 xã: Tây Giang, Tây Ninh, Đông Lâm, Đông Cơ) đạt tiêu chí đô thị loại IV.

## Di thích - Danh thắng
Tây Ninh có ba ngôi đình tại ba thôn Vĩnh Ninh, Đại Hữu, Lạc Thành thờ các vị Thành Hoàng làng là những người đầu tiên đến sinh cơ, lập ấp tại đây và là nơi che giấu những người hoạt động Cách mạng trong những ngày tiền Khởi nghĩa. Cả ba ngôi đình xây dựng vào Thế kỷ 19 với kiến trúc đặc trung của vùng Đồng bằng Bắc Bộ được chạm trổ tinh xảo và hiện còn lưu giữ nhiều bức tượng quý. Cả ba ngôi đình trên đã được Nhà nước công nhận là Di tích lịch sử, hàng năm vào dịp đầu năm ba ngôi đình luân phiên tổ chức lễ hội thu hút rất đông đồng bào trong xã và các xã lân cận tới xem.